# Puerto de Yeisk

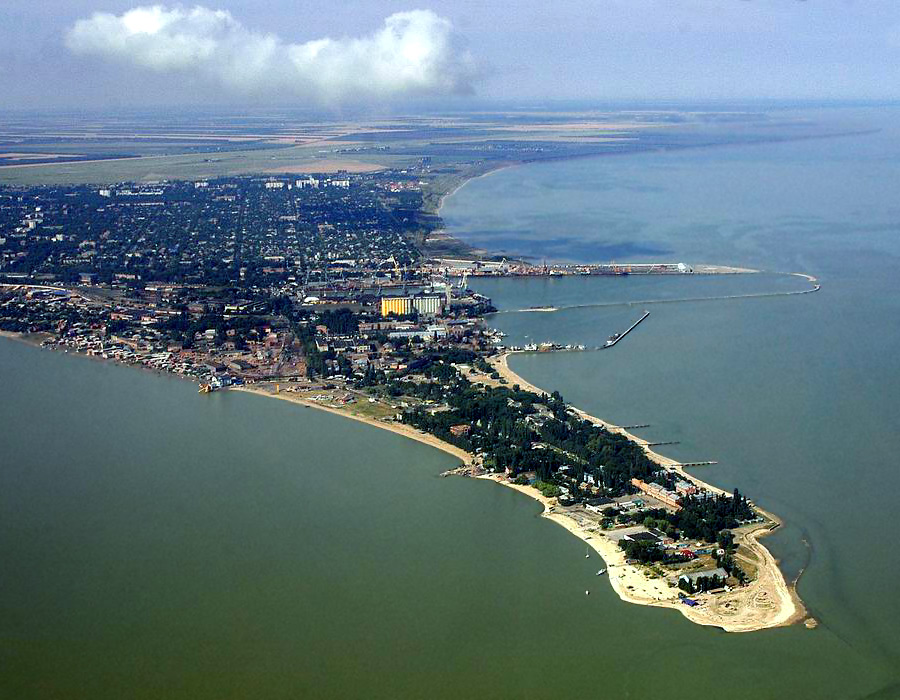
Punta de arena de Yeisk, a la derecha en la imagen, el puerto.

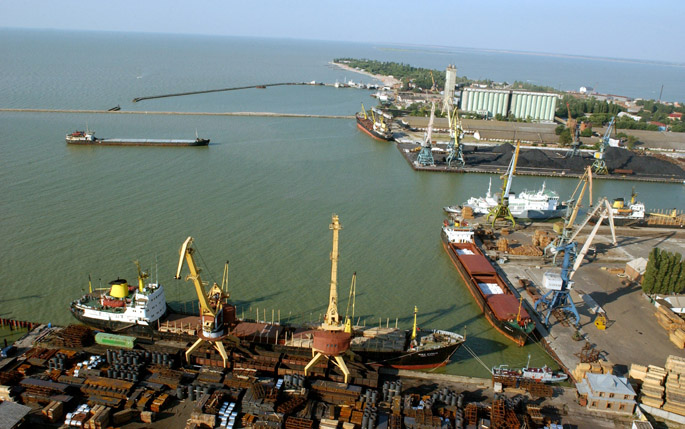
Puerto de Yeisk.

El puerto marítimo de Yeisk (del ruso: Ейский морской порт) es un puerto situado junto a la ciudad de Yeisk en la punta de arena de Yeisk, que separa el limán Yeiski del río Yeya de las aguas del sur del golfo de Taganrog del mar de Azov.
Fue construido en 1848 por decreto del zar Nicolás I a instancias del príncipe Mijaíl Vorontsov y del atamán Grigori Rashpil. Fue el propósito de la fundación de la ciudad, establecer un puerto de salida para productos de la región del Kubán y Stávropol.
Las principales mercancías que se transportan en las instalaciones de este puerto son carbón, metales, grano y productos agrícolas. En el año 2009 el volumen de carga alcanzó los 4.9 millones de toneladas.
Las empresas que desarrollan las actividades de estiba en el puerto son OAO Yeiski morskói port, OAO Yeiski portovni elevator, OOO Yeisk-Port-Vista, OOO Direktoria - Novi morskói port, OOO Yeisk Priazvoiye Port, ZAO Azovskaya sudoremontnaya kompaniya.